# Iosif Papp-Szilágyi

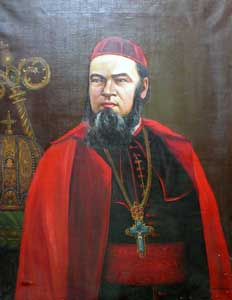
Bischof Iosif Papp-Szilágyi

Iosif Papp-Szilágyi (rumänisch: Iosif Pop Sliaghi, * 10. April 1813 in Értarcsa, Ungarn; † 5. August 1873 in Oradea) war Bischof von Oradea Mare (Großwardein) der Rumänischen griechisch-katholischen Kirche.

## Leben
Iosif Papp-Szilágyi war ein außergewöhnlicher Schüler, sein Bischof schickte ihn zum Studium der Theologie nach Wien. Am 6. August 1836 wurde er zum Diakon und am 15. August des gleichen Jahres durch Bischof Samuil Vulcan zum Priester geweiht. Er wurde Sekretär des Bischofs und Direktor des Diözesanmuseums. Am 27. Mai 1845 wurde er in das Domkapitel von Großwardein aufgenommen. Von 1852 bis 1856 war er Rektor des Priesterseminars in Oradea. Er war Generalvikar des Bischofs Vasile Erdely.   
Am 4. Dezember 1862 wurde er zum Bischof von Oradea Mare gewählt, am 16. März 1863 von Papst Pius IX. bestätigt. Konsekriert wurde er am 3. Mai 1863 in der Kathedrale von Blaj durch Alexandru Șterca Sulutiu de Kerpenyes, dem Erzbischof von Făgăraș und Alba Iulia. Installiert in seinem Bistum wurde er in der Kathedrale von Großwardein am 17. Mai 1863. Am 17. Juni 1867 wurde er zum Päpstlichen Thronassistenten ernannt und war Teilnehmer am 1. Vatikanischen Konzil. Zurückgekehrt aus Rom erkrankte er schwer und starb am 5. August 1873. Er wurde in der Kathedrale von Oradea beigesetzt.